# Cardistry
 (septembre 2021).
La mise en forme du texte ne suit pas les recommandations de Wikipédia : il faut le « wikifier ».
Les points d'amélioration suivants sont les cas les plus fréquents. Le détail des points à revoir est peut-être précisé sur la page de discussion.
- Les titres sont pré-formatés par le logiciel. Ils ne sont ni en capitales, ni en gras.
- Le texte ne doit pas être écrit en capitales (les noms de famille non plus), ni en gras, ni en italique, ni en « petit »…
- Le gras n'est utilisé que pour surligner le titre de l'article dans l'introduction, une seule fois.
- L'italique est rarement utilisé : mots en langue étrangère, titres d'œuvres, noms de bateaux, etc.
- Les citations ne sont pas en italique mais en corps de texte normal. Elles sont entourées par des guillemets français : « et ».
- Les listes à puces sont à éviter, des paragraphes rédigés étant largement préférés. Les tableaux sont à réserver à la présentation de données structurées (résultats, etc.).
- Les appels de note de bas de page (petits chiffres en exposant, introduits par l'outil «  Source ») sont à placer entre la fin de phrase et le point final[comme ça].
- Les liens internes (vers d'autres articles de Wikipédia) sont à choisir avec parcimonie. Créez des liens vers des articles approfondissant le sujet. Les termes génériques sans rapport avec le sujet sont à éviter, ainsi que les répétitions de liens vers un même terme.
- Les liens externes sont à placer uniquement dans une section « Liens externes », à la fin de l'article. Ces liens sont à choisir avec parcimonie suivant les règles définies. Si un lien sert de source à l'article, son insertion dans le texte est à faire par les notes de bas de page.
- La présentation des références doit suivre les conventions bibliographiques. Il est recommandé d'utiliser les modèles {{Ouvrage}}, {{Chapitre}}, {{Article}}, {{Lien web}} et/ou {{Bibliographie}}. Le mode d'édition visuel peut mettre en forme automatiquement les références.
- Insérer une infobox (cadre d'informations à droite) n'est pas obligatoire pour parachever la mise en page.

Pour une aide détaillée, merci de consulter Aide:Wikification.
Si vous pensez que ces points ont été résolus, vous pouvez retirer ce bandeau et améliorer la mise en forme d'un autre article.

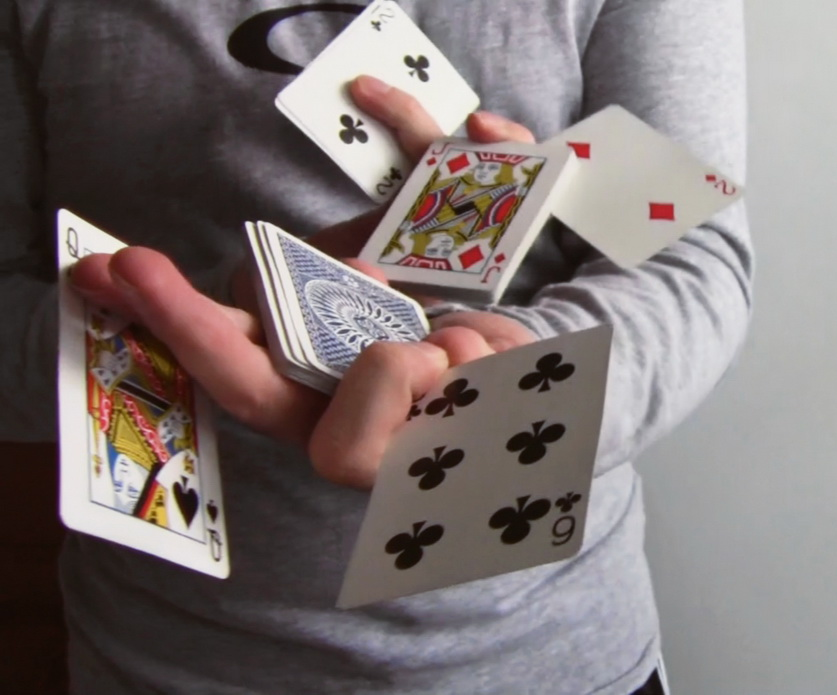
Une fioriture avancée à deux mains

La cardistry est l'art de la manipulation de cartes. Contrairement à la cartomagie, la cardistry est censée être impressionnante et doit sembler être difficile à maîtriser.
Le terme "cardistry" est un mélanges des mots card et artistry en anglais ce qui signifie "carte" et "talent artistique". Les personnes qui pratiquent la cardistry sont appelées « cardists ».

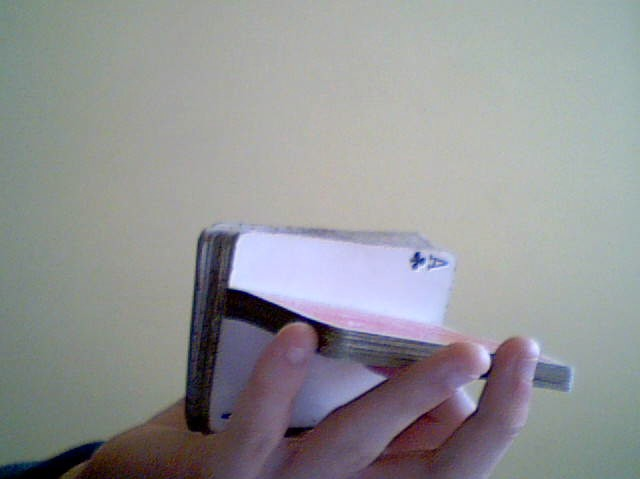
Une coupe Charlie à une main

Les tours de magie avec des cartes à jouer sont devenus populaires vers le XIXe siècle. À cette époque, de simples fioritures avec des cartes, telles que le Coupe Charlie, le Mélange américain et l'éventail, étaient souvent utilisées par les magiciens comme un moyen de d’exécuter un tour de passe-passe.

## Description
La cardistry est une fusion de deux mots anglais, card (« carte »)  et artistry (« talent artistique »). Cela implique l'utilisation des mains pour créer des coupes, des mélanges, des éventails et des motifs à l'aide de cartes à jouer. Divers mouvements de bras, coupes, mélanges peuvent être utilisés. Le but est de créer un mouvement captivant et un bel affichage. Les fioritures ne sont limitées que par les types de cartes utilisées, l'imagination et la dextérité du cardist. La représentation n'est généralement pas « magique » ; il s'agit plutôt de jongler, de mimer ou d'activités divertissantes similaires.

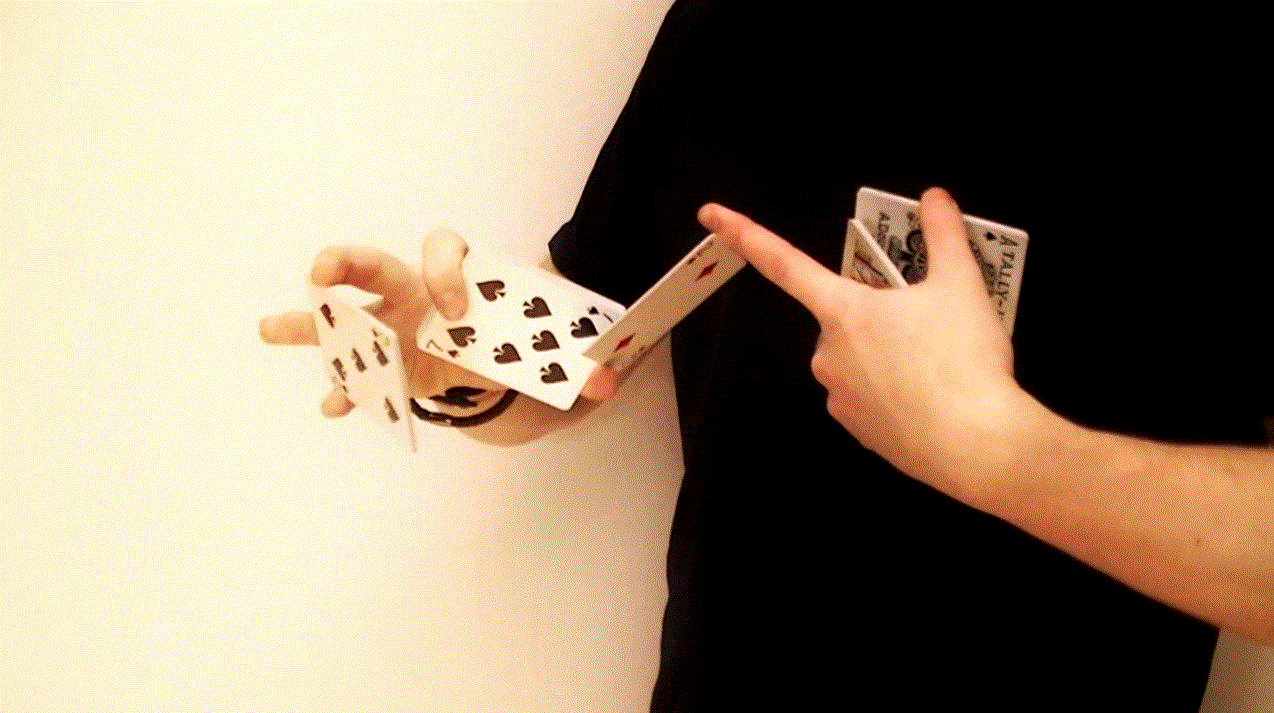
Chris Kenner démontrant « Les cinq faces de Sybil »

Le magicien américain Chris Kenner a publié Totally Out of Control en 1992, un livre d'explications et d'apprentissage sur les tours de magie avec des objets de la vie quotidienne. À la page 125 figurait une fioriture à deux mains qu'il appelait "Les cinq faces de Sybil". Utilisant tous les doigts, la phase finale des cinq faces de Sybil affiche cinq paquets de cartes distincts. Kenner a fait référence à la coupe dans son livre comme « une coupe rapide pour démontrer l'habileté et la dextérité ». La coupe est devenue la création la plus notable de Totally Out of Control et allait finalement former le noyau de ce qui est maintenant connu sous le nom de cardistry. Kevin Pang du magazine Vanity Fair a fait remarquer que « chaque cardist peut habilement exécuter Les cinq faces de Sybil de la même manière que chaque guitariste peut suivre une Blue à 12 mesures ».
Le magicien Brian Tudor, habitant à Los Angeles, publie en 1997 une VHS explicative surnommé Show Off contenant uniquement des fioritures incluant des variantes des cinq faces de Sybil. La vidéo fut très bien reçue par la critique ce qui a permis d'attirer l'attention autour des fioritures et de l'art de la manipulation de cartes.
En 2001, des amateurs des cinq faces de Sybil, de fioritures et les frères jumeaux Dan et Dave Buck  ont sorti Pasteboard Animations, une autre VHS expliquant des coupes et des fioritures avancées. Elle s'est vendue à des centaines d'exemplaires et a été saluée par la critique dans le magazine Genii la même année. En 2004, les jumeaux ont sorti le DVD d'instructions The Dan et Dave system qui a officiellement séparé la cardistry de la magie. Trois ans plus tard, en 2007, Dan et Dave ont publié The Trilogy, un coffret de trois DVD. Vendu à 85 $ l'unité, The Trilogy est la version de DVD sur la cardistry la plus vendue de tous les temps, s'étant vendue à plus de 25 000 exemplaires. Pratiquement tous les cardists mentionnent soit The system, soit The Trilogy comme source de leur inspiration.

## Types de mouvements
Coupes à une main : Ces mouvements ne nécessitent qu'une seule main pour être exécutés. La Coupe Charlie est la coupe à une main la plus familière ; parmi les autres coupes à une main célèbres, citons les coupes en L de Jerry Cestkowski, la coupe révolutionnaire et leTrigger de Nikolaj Pedersen et ses variantes.
Coupes à deux mains : Ces mouvements sont effectués en utilisant les deux mains pour tenir des paquets de cartes ; ils utilisent souvent des coupes à une main dans le cadre d'une partie du mouvement. Ceux-ci représentent la majeure partie de toutes les fioritures de cardistry, allant des mouvements pour débutants comme les «cinq faces de Sybil», aux coupes très complexes et difficiles qui nécessitent des mois à maîtriser. Dan et Dave ont grandement popularisé cette catégorie avec des coupes comme « Pandora ». D'autres cardists comme Daren Yeow, Oliver Sogard, Tobias Levin, Brian Tudor et Noel Heath ont grandement influencé et amélioré les coupes à deux mains.
Éventails et étalement : Ces mouvements consistent à étaler un jeu de cartes de différentes façons, souvent en cercle. "L'éventail index/pouce" est le mouvement le plus connu/utilisé dans cette catégorie ; D'autres mouvements courants dans cette catégorie incluent le très visuel « Riffle Fan » de Dimitri Arleri, le « LePaul Spread » et le « Pressure Fan ».
Aériens : Ces fioritures impliquent que des cartes  soient lancées en l'air, généralement rattrapées par l'autre main. Certains des mouvements les plus célèbres de cette catégorie incluent le « Spring » et le « Anaconda Dribble ». De nombreuses fioritures aériennes sont réalisées dans le cadre d'une séquence d'affichage plus large.
Tourbillons : Ces fioritures se font seulement avec une seule carte. Appartenant la catégorie des « Palm Shift Isolations », qui ont été présentés par Jaspas Deck dans sa vidéo de 2010 « Starry Eyed ».
Destruction de cartes : Ces mouvements sont effectués avec des cartes détruites. Les cartes sont coupées, pliées, trouées, etc. Elles sont popularisées par Shivraj Morzaria.
Autres fioritures : Ce sont des mouvements qui n'entrent pas dans les autres catégories. Il peut s'agir de dribbles, d'effets faro, etc. Bien que la cardistry soit pratiquement toujours effectuée à l'aide de cartes à jouer, certains choisissent parfois d'effectuer ou de pratiquer des fioritures en utilisant des Cardistry trainers (jeux de cartes d'entrainement).

## Cardistry-Con
Cardistry-Con est une conférence centrée sur l'art des cartes et de la cardistry, où les cardists du monde entier peuvent se réunir et explorer le potentiel illimité d'un jeu de cartes. L'événement promeut la cardistry, dans un environnement encourageant adapté à toute personne passionnée par l'art.
L'un des points forts de l'événement qui se déroule chaque année est le "Cardistry-Con Awards", qui comprend des catégories sur la conception de « decks » ainsi qu'une réalisation technique.
La Cardistry-Con « bêta » (première version) a eu lieu en 2014 en tant que sous-section de la Magic Con de Dan & Dave. En 2015, la Magic Con a été interrompue et la Cardistry Con officiel a pris sa place. Depuis lors, la Cardistry-Con s'est tenue à Brookyln en 2015, Berlin en 2016, Los Angeles en 2017, Hong Kong en 2018 et à Portland en 2019. La prochaine Cardistry-Con était initialement prévu pour la mi-2020 à Bruxelles, en Belgique, mais elle a été reportée en raison de la pandémie de Covid-19. La convention reprend en 2022 à San Diego.

## Sitographie
- Valentin Boissais, « Un collégien poitevin pourrait bientôt devenir champion du monde de Cardistry », sur francebleu.fr, 23 juin 2019 (consulté le 31 décembre 2023)
- Fanny Guyomard, « Cardistry,  la loi de la jongle », Libération,‎ 8 janvier 2021 (lire en ligne, consulté le 31 décembre 2023)